# Pechern
Pechern, sorbisch Pěchč, ist eine Ortschaft im nordöstlichen Teil des Landkreises Görlitz (Sachsen). Seit 1994 gehört Pechern zur Gemeinde Krauschwitz. Der Ort liegt am Ostrand des offiziellen sorbischen Siedlungsgebiets, gehört allerdings im Gegensatz zu seinen Nachbarorten nicht zur historischen Oberlausitz. Pechern wird seit dem Mittelalter zur historischen Region Schlesien gezählt.

## Geographie
Pechern liegt am westlichen Ufer der Lausitzer Neiße an der Staatsstraße 127, die – der Neiße folgend – von Bad Muskau nach Görlitz führt. In nordwestlicher Richtung liegt Skerbersdorf, in südöstlicher Werdeck. Westlich der Ortslage liegt der Pecherner Ortsteil Neudorf.

## Geschichte

### Ortsgeschichte

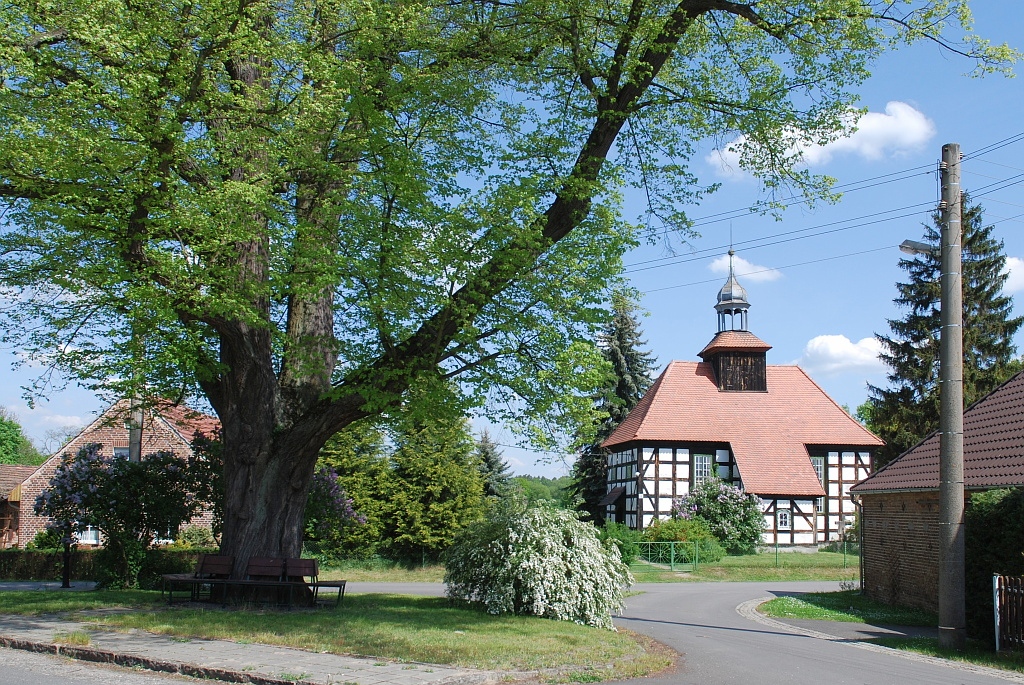
Fachwerkkirche

Pechern wurde erstmals als Pechaw im Jahr 1398 erwähnt, als der Richter von Pechirn in einem Görlitzer Gerichtsbuch genannt wird. Das Dorf hat die Form eines erweiterten Rundweilers, dürfte also sorbischen Ursprungs sein. Der Name ist wahrscheinlich von den Pechöfen abgeleitet, die im Ort standen. Anders als viele Orte im Umfeld westlich der Neiße war Pechern selbst nicht mit der Standesherrschaft Muskau verbunden, sondern gehörte der Herrschaft Priebus an. Als diese 1413 an das schlesische Herzogtum Sagan fiel, wurde auch Pechern schlesisch. Spätestens seit 1625 gab es in Pechern ein Rittergut, das die Ortsentwicklung nachhaltig beeinflusste.
Die Schreibweise des Ortsnamens änderte sich im Laufe der Jahrhunderte mehrmals und wurde erst im Jahr 1533 zum jetzigen Pechern. 1398: Pechaw bzw. Pechirn, 1401: Pechirn, 1406: Pechir, 1420: Pechren, 1430: Pechir(n), Pecherin, Bechirn, Becherin, Pechern, 1506: Bechern und 1533 zum jetzigen Ortsnamen Pechern.
In Pechern wurde neben der Pechherstellung aus dem Holz der umliegenden Kiefernwälder Land- und Forstwirtschaft getrieben. Weitere Erwerbsquellen waren Köhlerei und Imkerei.
Das Bestehen der Pecherner Fachwerkkirche ist für die Jahre 1593 und 1597 als Filialkirche Muskaus gesichert. Sie wurde während der Gegenreformation 1668 gesperrt und erst 1747 durch einen Erlass des Königs Friedrich II. wieder geöffnet. Nach einer Sanierung wurde sie 1751 neu eingeweiht. In der fast 80 Jahre währenden Sperrzeit war Pechern nach Podrosche eingepfarrt, zu dessen Kirchspiel der Ort 1855 zugeordnet wurde.
Seit der Inbesitznahme von Schlesien durch Preußen gehörte Pechern dem Kreis Sagan an. Im Zuge der Auflösung des Kreises Sagan wurde Priebus mit den umliegenden Landgemeinden, darunter auch Pechern, 1932 dem Landkreis Rothenburg (Ob. Laus.) eingegliedert.
Im Februar 1945 brannte das nahe gelegene Dorf Wendisch Musta ab. Nach dem Kriegsende wurden die westlich der Neiße liegenden Teile der Provinz Niederschlesien dem Land Sachsen zugeordnet.
Am 1. Januar 1994 schlossen sich die an der Neiße liegenden Gemeinden Krauschwitz, Sagar, Skerbersdorf, Pechern und Klein Priebus zur Einheitsgemeinde Krauschwitz zusammen.

### Verwaltungszugehörigkeit
Im Zuge von Neuordnungen von landesherrlichen oder staatlichen Verwaltungsbezirken wechselte Pechern im Laufe der Jahrhunderte immer wieder mal seine Zugehörigkeit.
- 1508: Fürstentum Sagan
- 1752: Fürstentum Sagan
- 1825: Kreis Sagan
- 1895: Kreis Sagan
- 1925: Kreis Rothenburg
- 1950: Landkreis Niesky
- 1952: Landkreis Weißwasser
- 1994: Landkreis Niederschlesischer Oberlausitzkreis
- 2008: Landkreis Görlitz

### Bevölkerungsentwicklung
Pechern weist eine sehr uneinheitliche Einwohnerentwicklung auf. Während die Zahl im 19. Jahrhundert kontinuierlich ansteigt, ist im letzten Quartal und an der Schwelle zum 20. Jahrhundert ein Rückgang von etwa 20 % auf 281 Einwohner im Jahr 1905 festzustellen. Bis zum Ausbruch des Zweiten Weltkriegs steigt diese Zahl um nahezu 75 % auf 487 im Jahr 1939 an. Nach Kriegsende steigt diese Zahl durch Flüchtlinge und Vertriebene aus den besetzten Ostgebieten auf rund 550 an, fällt in den folgenden Jahrzehnten jedoch kontinuierlich und erreicht Anfang der 1990er Jahre mit 250 bis 260 Einwohnern – weniger als die Hälfte im Vergleich zur Nachkriegszeit – einen Tiefstand.
Als Arnošt Muka in den 1880er Jahren eine Statistik der Sorben in der Lausitz aufstellt, liegt Pechern bereits außerhalb des sorbischen Sprachgebiets. Neudorf liegt zu dieser Zeit im Randgebiet, wird in Mukas Statistik jedoch mit den Angaben der Siedlung Brand zusammengefasst. Demnach sind von den 110 Einwohnern in diesen beiden Orten 100 Sorben (91 %).
| Jahr | Einwohner |
| ---- | --------- |
| 1825 | 287       |
| 1871 | 351       |
| 1885 | 347       |
| 1905 | 281       |
| 1925 | 418       |
| 1933 | 497       |

| Jahr | Einwohner |
| ---- | --------- |
| 1939 | 487       |
| 1946 | 546       |
| 1950 | 530       |
| 1964 | 436       |
| 1990 | 255       |
| 1993 | 251       |

| Jahr | Einwohner |
| ---- | --------- |
| 2011 | 217       |
| 2018 | 203       |

## Sehenswürdigkeiten
- Neißetal
- Fachwerkkirche

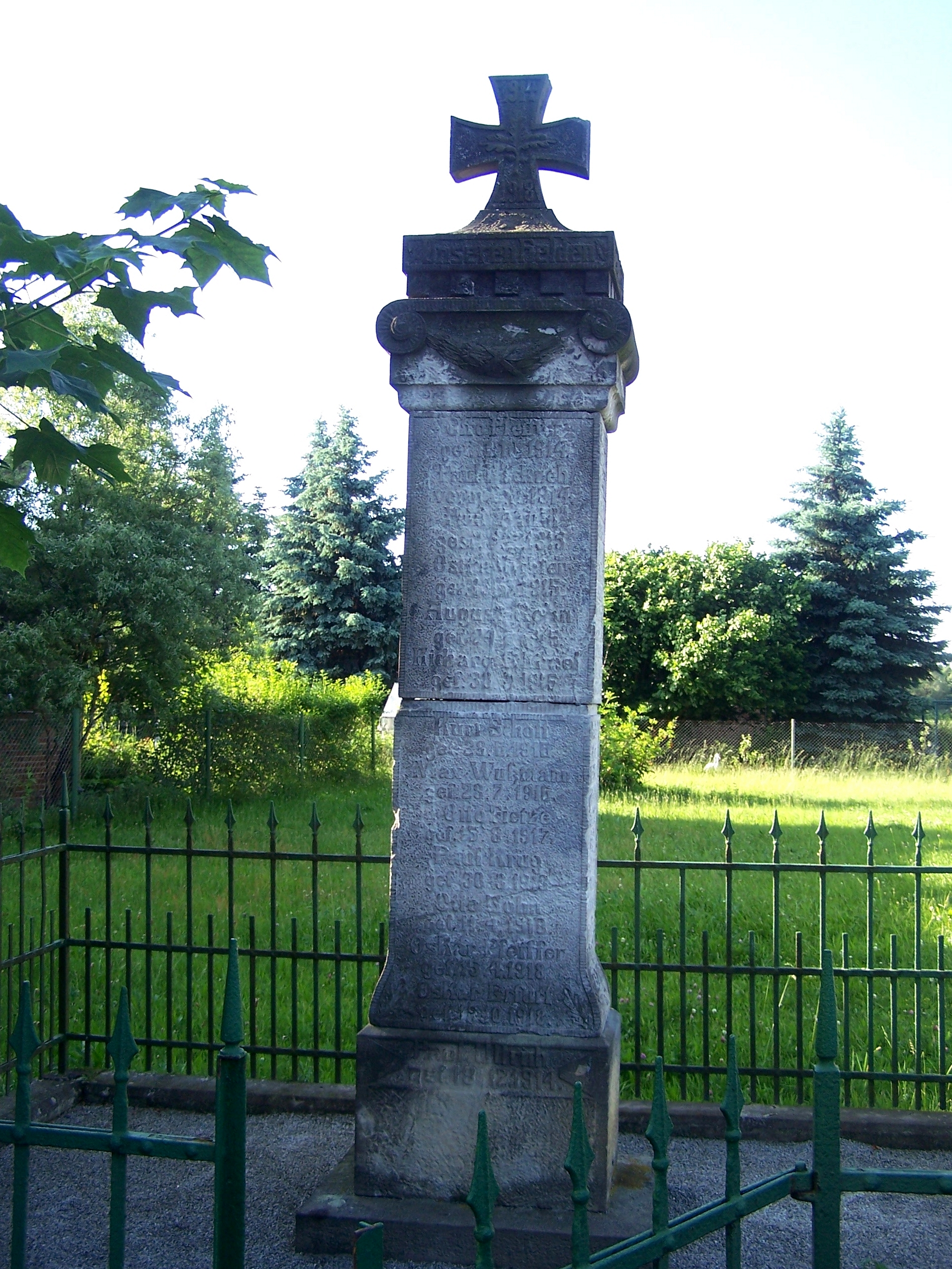
Kriegerdenkmal an der Kirche
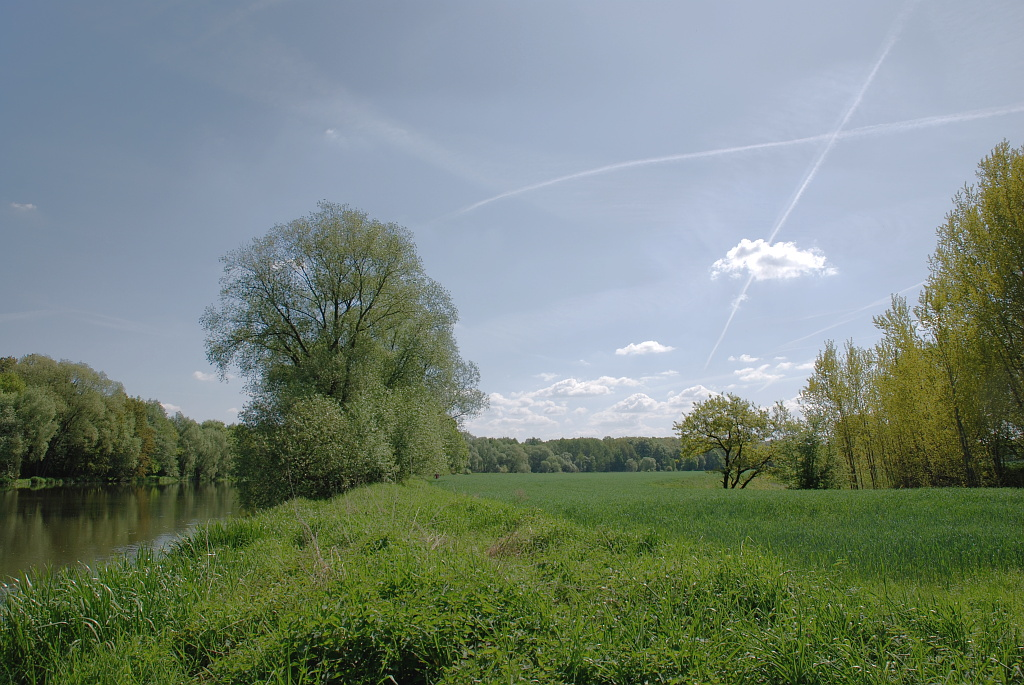
Neißetal bei Pechern
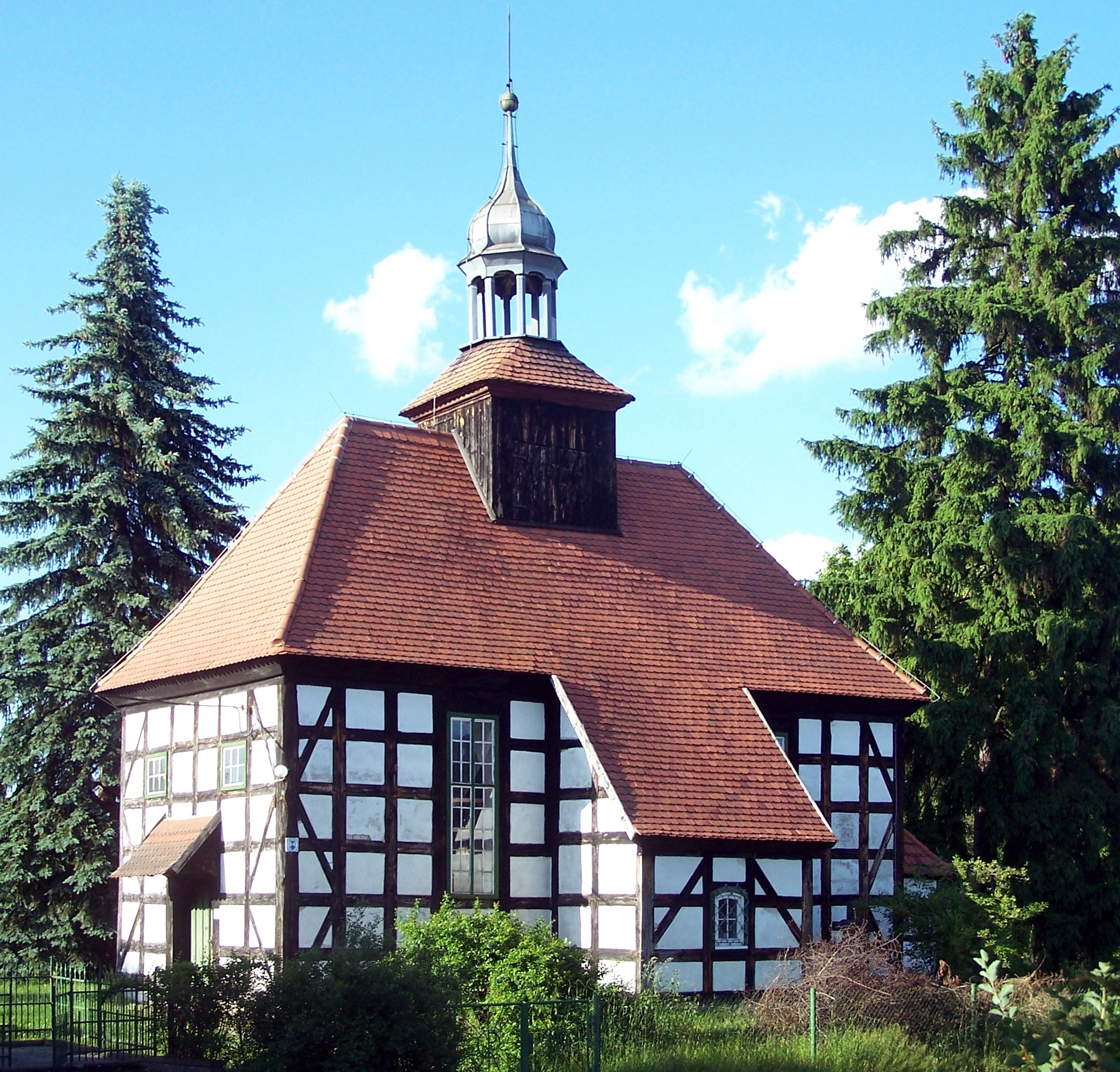
Nahaufnahme der Kirche

## Söhne und Töchter des Ortes
- Wolfgang Buder (* 1954), deutscher Politiker (DVU), ehemaliger Landtagsabgeordneter in Sachsen-Anhalt
- Theodor Peckolt (1822–1912), deutscher Apotheker, Pharmazeut, Botaniker und Naturforscher in Brasilien
- Carl Heinrich Adolf von Rabenau (1740–1791), preußischer Landrat